# Asura citronopuncta
Asura citronopuncta är en fjärilsart som beskrevs av Rothschild 1913. Asura citronopuncta ingår i släktet Asura och familjen björnspinnare. Inga underarter finns listade i Catalogue of Life.